# Footemineïta
La footemineïta és un mineral de la classe dels fosfats que pertany al grup de la roscherita. Rep el nom de la mina Foote, als Estats Units, la seva localitat tipus.

## Característiques
La footemineïta és un fosfat de fórmula química Ca₂Mn²⁺₅Be₄(PO₄)₆(OH)₄(H₂O)₆. Va ser aprovada com a espècie vàlida per l'Associació Mineralògica Internacional l'any 2006. Cristal·litza en el sistema triclínic. La seva duresa a l'escala de Mohs oscil·la entre 4,5 i 5.
Segons la classificació de Nickel-Strunz, la footemineïta pertany a «08.DA: Fosfats, etc, amb cations petits (i ocasionalment, grans)» juntament amb els següents minerals: bearsita, moraesita, roscherita, zanazziïta, greifensteinita, atencioïta, ruifrancoïta, guimarãesita, uralolita, weinebeneïta, tiptopita, veszelyita, kipushita, philipsburgita, spencerita, glucina i ianbruceïta.

## Formació i jaciments
Va ser descoberta als Estats Units, concretament a la mina Foote Lithium Co., situada al districte miner de Kings Mountain, al comtat de Cleveland (Carolina del Nord). També als Estats Units ha estat descrita a la pedrera Estes, a la localitat de Baldwin (Maine). També ha estat descrita en un tercer indret: Taquaral, a Minas Gerais (Brasil). Aquests tres llocs són els únics de tot el planeta on ha estat descrita aquesta espècie mineral.